# Tipula yerburyi
Tipula yerburyi är en tvåvingeart som beskrevs av Edwards 1924. Tipula yerburyi ingår i släktet Tipula och familjen storharkrankar. Inga underarter finns listade i Catalogue of Life.